# Rhodocactus
Rhodocactus (A.Berger) F.M.Knuth è un genere di piante succulente della famiglia delle Cactacee.

## Tassonomia
Il genere comprende le seguenti specie:
- Rhodocactus bahiensis (Gürke) I.Asai & K.Miyata
- Rhodocactus grandifolius (Haw.) F.M.Knuth
- Rhodocactus nemorosus (Rojas Acosta) I.Asai & K.Miyata
- Rhodocactus sacharosa (Griseb.) Backeb.
- Rhodocactus stenanthus (F.Ritter) I.Asai & K.Miyata